# アルミン・ツィンマーマン
アルミン・ツィンマーマン（独: Armin Zimmermann, 1917年12月23日 – 1976年11月30日）は、ドイツの海軍軍人。最終階級は海軍大将（連邦海軍）。1972年から1976年まで、第5代連邦軍総監を務めた。

## 経歴
ブラジル南部のドイツ人移民の町、サンタカタリーナ州のブルメナウに生まれる。
第二次世界大戦勃発当時、ドイツ国防軍の一軍種たる海軍(Kriegsmarine)で士官候補生であり、のちに初代ドイツ連邦海軍総監となるフリードリヒ・ルーゲ大佐の掃海部隊に配属されていた。1940年に少尉に任官して掃海艇艦長となり、1942年には掃討艇艦長に任命される。海軍大学での短期間の課程を経て、イギリス海峡を担当する第46掃海群司令官に就任し、最年少の群司令官となる。終戦直前の1945年3月、ドイツ海軍最後の攻撃であるフランスのグランヴィル港奇襲計画に参画していたと思われる。この大戦では重傷を負っている。ドイツ十字章金章を受章。終戦時にチャンネル諸島でイギリス軍の捕虜となった。
戦後、ドイツ特別掃海隊で掃海群司令官、イギリス軍との連絡将校を1947年まで務め、ドイツ沿岸の機雷処理にあたった。西ドイツ再軍備後の1956年、ドイツ連邦海軍に中佐として採用され、ロンドンの西ドイツ大使館付武官や掃討艇戦隊司令官などを務めた。国防省勤務を何度か務め、1968年に少将として北海艦隊司令官、1970年には中将に昇進し、1972年まで艦隊司令部司令官を務めた。1972年4月に海軍出身者としては初めて連邦軍総監に就任し、同時に連邦軍では初めての海軍大将となった。1976年6月、大戦中の頭蓋骨への負傷に起因する発作に見舞われ、11月に在任のまま急死した。
かつてヴィルヘルムスハーフェンのゼングヴァルデン地区には、ツィンマーマンの名を冠したドイツ海軍の兵舎があった。